# Prelatura territorial de la Misión de Francia
La prelatura territorial de la Misión de Francia o de Pontigny (en latín: Praelatura Territorialis Missionis Galliae seu Pontiniacensis y en francés: Mission de France) es una circunscripción eclesiástica de la Iglesia católica en Francia. Se trata de una prelatura territorial latina, sufragánea de la arquidiócesis de Dijon. Desde el 5 de marzo de 2015 su prelado es el obispo Hervé Giraud.

## Territorio y organización
La prelatura territorial extiende su jurisdicción sobre los sacerdotes y laicos de rito latino de la Communauté Mission de France, presentes en diversas diócesis francesas y también en el extranjero.
La sede de la prelatura territorial se encuentra en la ciudad de Pontigny, en donde se halla la Catedral de la Asunción de la Virgen María.
En 2021 en la prelatura territorial existía 1 parroquia.

## Historia
A partir de los años 1930 la Iglesia francesa tomó conciencia de la descristianización de los ambientes obreros y rurales y así, el 24 de julio de 1941 el cardenal Emmanuel Célestin Suhard instituyó la Misión de Francia para "romper los muros" que separaban a la Iglesia de la sociedad. Fieles a este espíritu de encuentro y diálogo con quienes no compartían la fe cristiana, sacerdotes y laicos formaron la Communauté Mission de France, presente en varias diócesis francesas y también en el extranjero. Siguiendo el pensamiento de santa Teresa de Lisieux, Suhard había escrito en 1940: "Siento que parte de la misión de la santa debe ser cumplida". El seminario de la Misión de Francia, que fundó el 24 de julio de 1941, se trasladó a Lisieux en octubre de 1942 y estaba destinado a la formación de sacerdotes que querían dedicarse al apostolado entre los trabajadores. El padre sulpiciano Louis Augros fue nombrado rector. La conciencia del cardenal se vio reforzada especialmente durante la implementación del Service du travail obligatoire por parte del Gobierno de Vichy.
Muchos sacerdotes de la Misión de Francia, deseosos de compartir la vida de los trabajadores de su tiempo, se convirtieron en sacerdotes obreros. En 1954 la Iglesia les prohibió continuar su actividad profesional porque muchos se habían afiliado a los sindicatos y, políticamente, se habían aliado a sus compañeros de trabajo en los partidos de izquierda. El seminario de la Misión de Francia corría el riesgo de cerrar.
El 15 de agosto de 1954 el papa Pío XII concedió a la Misión de Francia el estatus de prelatura territorial con la bula Omnium ecclesiarum. Esto resultó en una organización similar a la de una diócesis clásica, con un obispo (prelado) de la Misión de Francia, y una sede ubicada en Pontigny, en el departamento de Yonne. Los sacerdotes formados allí permanecen en la comunidad de la Misión de Francia y son enviados principalmente a regiones descristianizadas con pocos creyentes. Desde su creación en 1954 hasta la reforma de las provincias eclesiásticas francesas en 2002, la prelatura estuvo anexada a la provincia eclesiástica de la arquidiócesis de Sens. Con la reforma pasó a formar parte de la provincia eclesiástica de Dijon.
Varios sacerdotes obreros se comprometieron con la independencia de Argelia a partir de 1954, en particular mediante la creación del Comité de Resistencia Espiritual. Algunos de ellos fueron Jean Urvoas, Louis Augros, Joseph Kerlan, Pierre Mamet, Bernard Boudouresques y Robert Davezies. Varios recibieron a activistas del Frente de Liberación Nacional. El equipo Souk-Ahras fue objeto de un decreto de expulsión. Varios sacerdotes tuvieron problemas con la autoridad militar y algunos fueron arrestados y encarcelados. Se registraron el seminario y un gran número de equipos. En 1958, con la aprobación del obispo de la prelatura Achille Liénart, la misión publicó una declaración. Después de la independencia, la misión mantuvo numerosos vínculos con Argelia.
La experiencia de la misión tuvo su momento de gran notoriedad en los años inmediatamente anteriores al Concilio Vaticano II, cuando el modelo de evangelización que la misión proponía era uno de los intentos de encuentro entre la Iglesia y el mundo del trabajo. En él también se inspiró el movimiento de los sacerdotes obreros, que, suspendido en los años 1950, fue impulsado nuevamente después del concilio. De hecho, en 1965 el papa Pablo VI autorizó nuevamente a los sacerdotes a trabajar en obras de construcción y fábricas. En 1976 había alrededor de 800 sacerdotes-obreros activos en Francia.
En 1980 los obispos franceses establecieron tres directrices para la misión:
- estar presentes entre los que están alejados de la Iglesia;
- buscar la inteligencia y la expresión de la fe cristiana;
- promover la comunión eclesial.

De 1996 a 2024 la prelatura territorial estuvo confiada al arzobispo de Sens.
En 2002 se creó la comunidad misionera francesa, que reúne a sacerdotes, diáconos y, por primera vez, laicos asociados desde hace mucho tiempo a las acciones e instituciones de la Misión de Francia. A partir de ese momento los laicos se involucraron en el trabajo de la Misión de Francia formando equipos de la comunidad misionera francesa.
En 2008 la Misión de Francia expresó en un boletín sus reservas sobre la encíclica Humanae Vitae, 40 años después de su publicación, pidiendo "una mayor confianza por parte de los líderes de [su] Iglesia hacia las parejas".

## Estadísticas
Según el Anuario Pontificio 2022 la prelatura territorial tenía a fines de 2021 un total de 760 fieles bautizados.
| Año                                                                             | Población            | Población | Población      | Sacerdotes | Sacerdotes    | Sacerdotes    | Bautizados por sacerdote | Diáconos permanentes | Religiosos | Religiosos | Parroquias |
| Año                                                                             | Bautizados católicos | Total     | % de católicos | Total      | Clero secular | Clero regular | Bautizados por sacerdote | Diáconos permanentes | Varones    | Mujeres    | Parroquias |
| ------------------------------------------------------------------------------- | -------------------- | --------- | -------------- | ---------- | ------------- | ------------- | ------------------------ | -------------------- | ---------- | ---------- | ---------- |
| 1990                                                                            | ?                    | ?         | ?              | 1          | 1             |               | 0                        | 1                    |            |            | 1          |
| 1999                                                                            | 850                  | ?         | ?              | 2          | 2             |               | 425                      | 4                    |            |            |            |
| 2000                                                                            | 850                  | ?         | ?              | 1          | 1             |               | 850                      | 5                    |            |            |            |
| 2001                                                                            | 840                  | ?         | ?              | 1          | 1             |               | 840                      | 5                    |            |            |            |
| 2002                                                                            | 840                  | ?         | ?              | 1          | 1             |               | 840                      | 5                    |            |            |            |
| 2003                                                                            | 800                  | ?         | ?              | 1          | 1             |               | 800                      | 6                    |            |            |            |
| 2004                                                                            | 800                  | ?         | ?              |            |               |               |                          | 7                    |            |            |            |
| 2013                                                                            | 850                  | ?         | ?              | 1          | 1             |               | 850                      | 14                   |            |            | 1          |
| 2016                                                                            | 760                  | ?         | ?              | 2          | 2             |               | 380                      | 15                   |            |            | 1          |
| 2019                                                                            | 760                  | ?         | ?              | 2          | 2             |               | 380                      | 15                   |            |            | 1          |
| 2021                                                                            | 760                  | ?         | ?              | 2          | 2             |               | 380                      | 15                   |            |            | 1          |
| Fuente: Catholic-Hierarchy, que a su vez toma los datos del Anuario Pontificio. |                      |           |                |            |               |               |                          |                      |            |            |            |

## Episcopologio
- Achille Liénart † (13 de noviembre de 1954-30 de noviembre de 1964 renunció)
- Gabriel Auguste François Marty † (22 de febrero de 1965-15 de julio de 1968 renunció)
- Henri Marie Charles Gufflet † (15 de julio de 1968-22 de febrero de 1973 renunció)
- André Gustave Bossuyt † (3 de abril de 1974-30 de julio de 1974 falleció)
- Gabriel Auguste François Marty † (6 de mayo de 1975-25 de noviembre de 1975 renunció) (por segunda vez)
- Roger Marie Élie Etchegaray † (25 de noviembre de 1975-23 de abril de 1982 renunció)
- Albert Florent Augustin Decourtray † (23 de abril de 1982-1 de octubre de 1988 renunció)
- André Jean René Lacrampe, Ist. del Prado † (1 de octubre de 1988-5 de enero de 1995 nombrado obispo de Ajaccio)
- Georges Edmond Robert Gilson (2 de agosto de 1996-31 de diciembre de 2004 retirado)
- Yves François Patenôtre (31 de diciembre de 2004 por sucesión-5 de marzo de 2015 retirado)
- Hervé Giraud, desde el 5 de marzo de 2015